# 浜野佐知
浜野 佐知（はまの さち、1948年3月19日 - ）は、日本の映画監督である。株式会社旦々舎代表取締役。日本映画監督協会常務理事、同広報委員会・国際委員会委員兼任。

## 人物
1948年（昭和23年）、徳島県生まれ。10歳で静岡市に移り、静岡大学附属中学校、静岡県立静岡城北高等学校卒業。本名は浜野佐知子だが、デビュー時に女流監督のクレジットは観客を引かせるので変名にしろと会社に要請され、一字削って妥協したとのこと。これまで延べ300本以上のピンク映画を撮り続けているベテランであり、女性監督としては日本一のピンク映画製作本数となっている。「女性の側から性を主体的に観る」を作品の一貫したテーマとしており、近年は「的場 ちせ」名義での活動もある。性を描くジャンルであるということからの逸脱を強く戒めており、いわゆる「ピンク四天王」のような、作家性を性描写に優先するような監督たちに批判的である。そのため、館主や配給会社からの信頼は厚い。
デビュー作で率先して脱ぐ女性主人公を描いたところ、プロデューサーからクレームが来たことを発端に、女の自分にしか撮れないピンク映画を作るためには、自分がプロデューサーを兼ねる必要性があるとの考え（曰く「男どものバカげた妄想に付き合っちゃいられねぇ」）、1985年に製作会社「旦々舎」を立ち上げた。
しかし、1997年（平成9年）の東京国際女性映画祭にて「日本の長編劇映画の女性監督で、最多本数は田中絹代の6本である」との発言があり、これに発奮して非ピンク映画である『第七官界彷徨―尾崎翠を探して』を自主製作にて監督し発表した。以降、ピンク映画と並行して一般映画も製作している。

## 略歴
- 1948年 徳島県に生まれる。
- 1968年 東京写真専門学院放送学科在学中に、若松プロダクションに入社。最初の仕事として、『性遊戯』の制作進行を担当するが、すぐに退職。ロケ先で相部屋に泊まっていた主演女優のもとに主演男優が忍んでくるため寝られないと翌朝足立正生監督に抗議したところ一蹴され、そのまま荷物も置いて埼玉から新宿まで徒歩で帰社。若松にも取り合われなかったため退社となったという[3]。その後はフリーの助監督として働く。主に本木荘二郎、梅沢薫らについた。監督が現場に来ないというアクシデントから『女体珍味』を代打的に監督（浜佐知子名義）[4]。
- 1972年 『十七才好き好き族』（青年群像製作、ミリオンフイルム配給）で正式に監督デビュー。
- 1984年 個人事務所として「株式会社旦々舎」を設立。監督・プロデュースの両方を兼ねる。
- 1998年 『第七官界彷徨―尾崎翠を探して』（旦々舎）で一般映画の監督としてデビュー。国内外で高い評価を受ける。
  - 2000年 日本インディペンデント映画祭で林あまり賞受賞[5]。
- 2000年 第4回女性文化賞受賞[5]。
- 2001年 一般作品第2弾『百合祭』を発表。文化庁新進芸術家在外研修員としてフランスに留学。
  - 2002年 第9回トリノ国際女性映画祭でセコンドプリミオ（準グランプリ）受賞[5]。
  - 2003年 第9回フィラデルフィア国際ゲイ&レズビアン映画祭で審査員賞：最優秀長編劇映画（レズビアン部門）受賞[6]。
- 2006年 一般作品第3弾『こほろぎ嬢』を発表。
- 2011年 一般作品第4弾『百合子、ダスヴィダーニヤ』を発表。
- 2014年 一般作品第5弾『BODY TROUBLE〜男が女になる病気』を発表。
- 2022年9月、映画監督人生50年を振り返った自伝『女になれない職業』（ころから）を出版[2]。

## 主な作品

### 監督作品

#### ピンク映画
- 1972年 『女体珍味』（浜佐知子名義[7]、前述のように代打として急遽監督したものでデビュー作とはしていない）
- 1972年 『十七才好き好き族』（これ以降、1989年までデータベースが存在しない。またそれ以降もすべての作品を網羅しているわけではない）
- 1982年 『衝撃マントル　純生本番』
- 1983年 『裏ビデオ　生撮りの女』
- 1985年 『桃の木舞　SEXドリーム』
- 1986年 『痴漢電車　みゆきのヤリガイ』
- 1987年 『北村美加　巨乳艶熟』
- 1988年 『冴島奈緒・監禁』
- 1988年 『豊丸の変態クリニック』（エクセス）
- 1988年 『沙也加VS千代君　アブノーマル・レズ』
- 1989年 『い・ん・ら・ん　乱れ咲き』
- 1989年 『過激本番　乱－みだれる－』
- 1990年 『どっちの男だ!』（ゲイ）
- 1991年 『奴隷調教　ドラゴンファクトリーの男たち』（ゲイ）
- 1991年 『貝満ひとみ 何でもいらっしゃい!』
- 1992年 『桜樹ルイ　ぐしょ濡れ下半身』
- 1993年 『(秘)回転逆ソープ』
- 1993年 『朝吹ケイト　お固いのがお好き』
- 1994年 『巨乳秘書　逆レイプ』
- 1994年 『水沢早紀の愛人志願』
- 1995年 『犬とおばさん』
- 1995年 『夏を呼ぶ儀式』（ゲイ）
- 1995年 『小田かおる　貴婦人O嬢の悦楽』
- 1996年 『欲望同盟』
- 1996年 『老人の性　若妻生贄』
- 1997年 『白衣のおばさん　－前も後ろもドスケベに－』（2005年 『肉体保健婦　フェロモン全開!!』改題公開）
- 1997年 『ねっとり妻おねだり妻II　夫にみられながら』（新東宝映画・的場ちせ名義）
- 1997年 『痴漢と覗き　奥さんのすけべ汁』（的場ちせ名義）
- 1997年 『ピンサロ病院　ノーパン白衣』（的場ちせ名義）
- 1998年 『奴隷美姉妹　新人スチュワーデス』
- 1999年 『平成版・阿部定　あんたが欲しい』
- 1999年 『女修道院　バイブ折檻』
- 2000年 『ノーパン女医　吸い尽くして』
- 2000年 『いじめる女たち　－快感・絶頂・昇天－』
- 2000年 『いじめる人妻たち　淫乱天国』
- 2001年 『微風のシンフォニー』（ゲイ）
- 2002年 『川奈まり子　牝猫義母』
- 2003年 『やりたい人妻たち』（的場ちせ名義）
- 2004年 『乱痴女　美脚フェロモン』
- 2004年 『桃尻姉妹　恥毛の香り』
- 2005年 『異常性欲リポート　激ナマSEX研究所』（的場ちせ名義）
- 2005年 『四十路の色気　しとやかな官能』
- 2006年 『巨乳妻メイド倶楽部　ご主人様たっぷりだして』（的場ちせ名義）
- 2006年 『巨乳DOLL　わいせつ飼育』
- 2006年 『SEX捜査局　くわえ込みFILE』
- 2007年 『バイブ屋の女主人　うねり抜く』
- 2008年 『変態シンドローム　わいせつ白昼夢』[8]
- 2009年 『女豹の檻　いけにえ乱交』
- 2010年 『セクハラ女上司　パンスト性感責め』
- 2011年 『和服姉妹　愛液かきまわす』
- 2012年 『SEXファイル　むさぼり肉体潜入』
- 2012年 『喪服令嬢　いたぶり淫夢』
- 2013年 『熟女ヘルパー　癒しの手ざわり』
- 2014年 『僕のオッパイが発情した理由』
- 2015年 『女詐欺師と美人シンガーお熱いのはどっち？』

#### 一般映画
- 1998年 『第七官界彷徨―尾崎翠を探して』
- 2001年 『百合祭』[9]
- 2006年 『こほろぎ嬢』
- 2011年 『百合子、ダスヴィダーニヤ』
- 2014年 『BODY TROUBLE〜男が女になる病気』（R-15指定）
- 2019年『雪子さんの足音』[10]

### 著作
- 女が映画を作るとき（2005年1月1日、平凡社新書）
- 女になれない職業 いかにして300本超の映画を監督・制作したか。（2022年9月22日、ころから）